# Tirmiziou Diallo
Pour les articles homonymes, voir Diallo.
Tirmiziou Diallo, né à Mamou, est un sociologue guinéen.

## Carrière
Formé en Allemagne à l'université Johann Wolfgang Goethe de Francfort-sur-le-Main entre 1961 et 1968, il est diplômé de l'université libre de Berlin en 1979.
Il enseigne de entre 1983 et 1986 à l'institut d'ethnologie et de sociologie de cette université, puis entre 1986 et 2002 à l'institut d'ethnologie de Marbourg, rattachée à l'université Johann Wolfgang Goethe de Francfort.
En 2003, il quitte l'Allemagne, et rejoint l'université du Sahel à Dakar où il est le Doyen de la faculté des sciences humaines et sociales, jusqu'en 2006. En 2007, il rentre à Conakry.
En 2010, l'universitaire devient membre du Conseil national de transition, mis en place avant l'élection présidentielle guinéenne de 2010, en tant que délégué représentant des Guinéens de l'Allemagne. Il participe à ce titre au projet de révision de la Constitution.

## Thématiques
Ses travaux portent sur les thématiques comme la colonisation, la mondialisation et la globalisation, le dialogue interculturel entre l'Afrique et l'Europe.

### Vidéographie
- [vidéo] La ruée vers l'abîme [ Mit Volldampf in die Katastrophe ], de Christel Fomm, Martin Carazo, de ZDF, coll. « Notre Europe, quelle histoire ! » (no 8/10), 44 min [présentation en ligne] : intervention à 32 min, concernant l'Europe et la colonisation à la fin du XIXe siècle